# クック・クレイギー・プラン
クック・クレイギー・プラン (Cook–Craigie plan) とは、航空機の設計開発プロセスのひとつである。設計着手から運用開始までの期間を劇的に短縮することを目的に、1940年代後半にアメリカ空軍の開発担当幕僚副長であったローレンス・C・クレイギーと資材担当幕僚副長であったオーヴァル・R・クックが提案したもので、純粋な試作機を作って検証したうえで量産設計に入るのではなく、最初から量産を前提として生産ラインを立ち上げ、そこで製作した先行量産機を用いて試験を行うことで速やかに量産に移行しようとするものである。初期にはそのデメリットが目立つ例も多かったが、コンピュータ支援設計や空力シミュレーション技術が確立した現代においては、ほとんどの航空機開発プロジェクトに適用される手法となっている。
クック・クレイギー・プラン以前の航空機設計では、まず設計図 (青写真) が作成され、続いてコンセプト実証のための原型機が何機か製作される。原型機の飛行試験により得られたデータを元に改設計が行われるが、変更が大規模であったり性能上重要であったりする場合には、それを確認するための原型機を追加で製作することもあった。原型機でのコンセプト実証が完了すると試作段階に入り、生産性・整備性など運用面を含めた評価が行われる。これが問題なく完了して初めて量産に入ることができた。
クック・クレイギー・プランは、原型機によるコンセプト実証を行わずに試作段階から開発を始めるもので、試作機が期待どおりの性能を示せば直ちに量産に入れるというメリットがある。当然ながらこれは原設計にかなりの自信がなければ成り立たないものであり、試作機を製作する段階で生産ラインを立ち上げて量産用の治具まで用意することから、仮に原設計に固有の欠陥があって設計を見直すことになれば、せっかく用意した治具が使えなくなるというリスクをも孕むものであった。これは従来の開発手法と比較して本質的にリスクが高いものであったが、クックとクレイギーは1940年代後半に実戦配備された機体のほとんどで原型機と量産機は似ても似つかないものであり、そのような機体を製作するのは無駄であると主張した。また、軍用機においては複数メーカーに競作させるのが普通であり、そのすべてが失敗する可能性は非常に低く、1つでも合格すれば直ちに量産できるのだから問題はないとした。ただし、彼らの主張は単に形状の差違が大きいことにのみ着目したもので、多分に誤解や誇張を含むものであった。当時はレシプロ機からジェット機への過渡期にあり、亜音速～超音速飛行時の空力特性もまだ未知の部分が多く、ジェット機の性能（特に高速性能）に見合った設計手法などが確立していなかったため、原型機と量産機で大きく形状が変わるのは半ば必然であったからである。